# Bruère-Allichamps
Bruère-Allichamps è un comune francese situato nel dipartimento del Cher, nella regione del Centro-Valle della Loira.
È considerato il centro geometrico della Francia. Viene citato nel film di Truffaut L'argent de poche.

## Monumenti e luoghi d'interesse
- Abbazia di Noirlac

## Società

### Evoluzione demografica
Abitanti censiti